# Пулавский легион
Пулавский легион (пол. Legion Puławski, официально I-й польский легион, 739-я Новоалександрийская дружина) — польское воинское формирование, созданное во время Первой мировой войны по инициативе национального польского комитета, насчитывала ок. 1000 добровольцев; воевала в составе Русской армии против немецких войск на Восточном фронте Первой мировой войны.

## Создание Легиона
14 августа 1914, по инициативе Великого князя Николая Николаевича, был издан манифест об объединении польских земель под властью царя. Этот акт не был особенно известен, однако утвердил создание добровольческих отрядов. Эти отряды были вскоре расформированы, ещё до своего оформления. Более масштабную попытку создания подразделений предприняли депутаты Государственной Думы Виктор Яронский и Сигизмунд Балицкий, к которым позднее присоединился придворный фотограф императора Болеслав Матушевский. Но и они закончились ничем. И только попытка жителя уезда Шавли Витольда Горчинского принесла результаты. Вместе с Горчинским с поддержкой создания польских подразделений выступило командование Юго-Западного фронта, дислоцирующееся в тот момент в Холме.
31 октября 1914 Горчинский получил телеграмму: «Верховное командование разрешает пану сформировать Легион, после чего прибыть на главную квартиру», которая на тот момент находилась в Барановичах. 9 ноября Горчинский получил патент, в котором начальник штаба Ставки Верховного Главнокомандующего генерал от инфантерии Н. Н. Янушкевич давал ему право на формирование «польских дружин» (понимаемых как батальоны). В соответствии с договорённостями Горчинского с представителем фронта генерал-майором М. С. Пустовойтенко, формируемые отряды получали название Легионов. По мысли документа, подписанного Николаем Николаевичем 17 ноября 1914, создаваемые подразделения имели добровольно-партизанский характер и были предназначены для использования в разведывательных и диверсионных целях, действий группами в тылу и на коммуникациях неприятеля. Так как это не были регулярные части, то карьеру в них сделать было мало возможно. 21 ноября для места формирования Легиона были выделены помещения Института сельского хозяйства и лесоводства в Пулавах. В начале декабря 1914 года в Пулавы переведено около 40 добровольцев завербованных в Брест-Литовске и около 30 в Холме, которые вместе с уже находящимися на месте добровольцами создали 1-ю роту под командованием капитана Александра Мациевского. С самого начала создания легионеры столкнулись с большими трудностями, недоставало мундиров, шинелей и обуви. Лучше были обмундированы, к зависти добровольцев из Холма, брестские добровольцы, одетые в чимары цвета маренго, высокие ботинки и плащи.
Ещё в декабре были предприняты попытки организовать нормальную воинскую учёбу набранной в Пулавах группы добровольцев, которое не удалось в связи с большими трудностями, которые командование Легиона не было в состоянии решить без помощи российских военных. Русские сильно запаздывали с поставками вооружения и обмундирования. Когда в начале января пришёл первый обоз, поставленное было некомплектно и невысокого качества. Неисправности в обмундировании и вооружении доставляли легионерам много забот во время обучения, несения гарнизонной и внутренней службы. Карабины, которые получили легионеры, были со штыками, но не имели ножен, что принуждало носить их за поясом. Это было не только неудобно, но и небезопасно, так как можно было случайно получить серьёзное ранение. Дополнительной трудностью во время учёбы было отсутствие польских военных команд, а российских легионеры не хотели признавать.

## Развитие Легиона
Ситуация сильно улучшилась в 1915 году, когда 13 января, по распоряжению Национального польского комитета, организацию легионов принял на себя специально созданный Организационный Комитет, во главе которого стал генерал-лейтенант Эдмунд Свидзинский. В состав комитета, кроме него, вошло ещё два кадровых офицера: Людомир Степовский-Яноша (будущий генерал-подпоручик) и Пётр Шимановский (будущий генерал-подпоручик), а также четверо гражданских: Сигизмунд Балицкий, граф Констанцы Платер-Броель, Антоний Садзевич и Витольд Горчинский, который в штабе российской армии в Барановичах получил разрешение на вербовку, а вскоре был назначен и на должность командира. Комитет развил оживлённую деятельность в семи секциях: вербовка, финансы, информационно-пропагандистской, технической, военной, хозяйственной и санитарной. Лучше всех работала военная секция под руководством генерала Эдмунда Свидзинского.
Номинальным командиром был Витольд Горчинский, но командовать 1-м польским легионом, названным Пулавским, был назначен 17 января 1915 года подполковник Антоний Теофилович Реутт, офицер армии. Принято также решение о создании 2-го легиона в Люблине, для которого ген. Свидзинский отобрал 4 февраля 1915 года 800 завербованных добровольцев, и о формировании двух эскадронов улан в Крампе и Ксаверинове у Мацеёвиц, где квартировало около 300 добровольцев.
Указанные организационные изменения и новый статус легионов резко увеличили наплыв добровольцев. Вербовочная секция, организованная в Варшаве, также называемая Главным бюро вербовки (пол. Głównym Biurem Werbunkowym), контролировала деятельность семи территориальных бюро вербовки в Варшаве, Ломже, Седлеце, Сувалках, Люблине, Плоньске и Киеве. Последний был основан с идеей привлечения в Легион поляков, проживающих за пределами Царства Польского. В Одессе местное польское население обратилось к командованию округом с просьбой об издании постановления на организацию набора добровольцев в польские легионы. Попытки набора на территории самой России закончились, не начавшись, прежде всего из-за неприязненного к этому отношения со стороны армейских командиров. Подобным провалом закончилась также попытка включения в состав легионов австро-венгерских военнопленных польской национальности.
В упомянутых центрах вербовки проводились только проверки и формальности, связанные с состоянием здоровья, потом отобранных посылали в Пулавы, где на основании документов и личных данных люди направлялись в подходящие части. Ежедневно записывалось в среднем около 100 добровольцев. Самую большую группу представляли призывники 1914 и 1915 годов, которые так избегали службы в Российской Армии. В формирующиеся польские подразделения записывались также юноши 18-летнего возраста (в большинстве учащиеся средних школ) и люди старших возрастов из числа интеллигенции. Солдаты были в основном из крестьян и рабочих (в основном варшавских) или из мелких ремесленников. Вступали также в Легион пекари, булочники, слесари, кузнецы, портные, ткачи, столяры, люди без специальности и маргинальные элементы.
В эскадроны кавалерии (улан) направлялись добровольцы, которые прибыли с собственным седлом и упряжью. В их рядах в качестве рядовых улан были и мещане и интеллигенция, как, например, будущий командир (в 1939 году) 1-го полка Креховских улан Ян Литевский и известный позднее тенор Салецкий. Одним из офицеров в 1-м эскадроне был Ричард Болеславский, актёр и режиссёр МХАТа, а позже в Голливуде, который описал действия эскадрона и полка в своей книге (изданной на английском языке в США) англ. «The Way of the Lancer», однако придерживаясь псевдонимов вместо имён своих однополчан-офицеров.
Формирование 1-го польского легиона было закончено в конце января 1915 года. В его рядах насчитывалось около тысячи добровольцев, но первоначально только 800 из них получили карабины и амуницию. Вместе с тем легионеры были обмундированы в обычные российские стандартные мундиры, и от других российских солдат их можно было отличить только по надписи «I LP»(пол. Pierwszy Legion Polski) на погонах. По причине препятствий, чинимых российскими армейцами, Легион не получил обозов и артиллерии. Правда, были поставлены пулемёты, австрийские и без снаряжения, из-за этого они не использовались в боевых действиях Легиона.
Расквартированные в Пулавах солдаты представляли собой (по российским стандартам) подразделение, равнозначное батальону линейной пехоты. В феврале Легион был поделён на четыре стрелковые роты, отделение связи и пулемётную роту.

## Попытки дальней вербовки
Ещё в декабре 1914 года НПК обратился к американским полякам с призывом о вступлении в легионы организованные на российской стороне фронта. Возлагались большие надежды в связи с кадровыми возможностями американских поляков. Горчинский рассчитывал на активное взаимодействие американского Союза Сокола. В январе 1915 прибыли Леон Сулковский и Адам Трыгар, оба реэмигранты из США, главным образов для оценки шансов развития легионов. После изучения ситуации они послали руководству Союза Сокола зашифрованный отчёт. В легионах так и не дождались массового наплыва добровольцев из-за океана. Впоследствии в район формирования прибыли, кроме упомянутых, ещё только двое — Габриэль Павловский и Вавринец Бутковский.

## Дальнейшее развитие
Первоначально считалось, что российский Генеральный Штаб позволит перевести из армии в легионы всех офицеров-поляков, которые выразят такое пожелание. Когда же переведено было только два офицера, потребовалось быстрее создать собственные кадры. Большие услуги при организации и обучении частей оказали два американских добровольца — капитан Адам Трыгар и капитан Леон Сулковский, которые благодаря богатому инструкторскому опыту привили легионерам дух самопожертвования и боевого братства.
В обучении солдатам помогали немногочисленные офицеры, перешедшие из царской армии, и прежде всего поручик Станислав Вецкий, который исполнял в батальоне обязанности адъютанта командира.
Занятия по строевой подготовке батальона, роты, взвода осуществлялись ежедневно, за исключением праздников и воскресений. Руководил ими поручик Вецкий. Стрелковыми ротами Пулавского легиона были назначены командовать капитаны Витольд Комеровский, Конрад Доланга-Осовский, Леон Сулковский и Адам Трыгар. Командиром пулемётной группы был подпоручик Станислав Яворский, а отделения связи — инженер-прапорщик Ян Веклинский. Во главе санитарной службы был врач Ян Залюшка.
Внутренние взаимоотношения в Легионе были вполне демократичные. Между собой употреблялось обращение «друже», а офицеры и подофицеры обращались к рядовым на «Вы» и «друже», что отличалось от отношений принятых в других частях российской Армии, где к рядовым обращались на «Ты». В середине марта 1915 года Пулавский Легион был уже неплохо подготовлен к участию в боевых действиях, а его солдаты с нетерпением ожидали отправки на фронт.

## Участие в боевых действиях[3]
Пулавский легион был отправлен на фронт 20 марта 1915 года. Он был изъят из под командования генерала Шимановского и включён в состав Гренадёрского корпуса генерала Мрозовского. Люблинский легион так и не был отправлен на фронт, в дальнейшем он использовался для пополнения Пулавского легиона. Подразделение использовалось против немецких войск, однако моральное состояние было снижено из-за слухов об использовании Легиона против Австро-Венгрии, в частности против Легионов Пилсудского.
Легион принимал участие в следующих боях:
- 19 мая — при Пакославе (полковник Реутт был ранен, командование перешло к полковнику Яну Жендковскому)
- 16 июня — при Михалёве
- 17 юля — при Владиславово
- 21 июля — у Колонии Хехельской
- 22 июля — у Пулавской горы
- 14 августа — при Карчёвке
- 20 августа — у Нуржеца
- 23 августа — при Опаке
- 5 сентября — у Изабелина
- 9 сентября — у Зельвы

На протяжении этого периода Легион понёс большие потери — 415 убитых и 1016 раненых (92 % от списочного состава).

## Ликвидация Легиона
Пулавский легион был расформирован в октябре 1915 года, a легионеры были включены в Полесскую стрелковую бригаду. Два эскадрона улан при Легионе были сначала в 1916 году переформированы в Дивизион Улан, а потом в 1-й полк польских улан. После сражения этого полка под Креховцами полк получил почётное наименование «Креховецкий».

## Командиры Легиона
- полковник А. Т. Реутт — с 17 января 1915
- полковник Я. В. Жендковский — с 19 мая 1915